# Bulgarije op de Olympische Jeugdwinterspelen 2012
Bulgarije was een van de landen die deelnam aan de Olympische Jeugdwinterspelen 2012 in Innsbruck, Oostenrijk.

## Deelnemers en resultaten
(m) = mannen, (v) = vrouwen 

### Alpineskiën
| Olympiër          | Onderdeel           | Resultaat | Prestatie                          |
| ----------------- | ------------------- | --------- | ---------------------------------- |
| Georgi Nushev     | super g (m)         | 29        | 1.09,11 (+4,66)                    |
| Georgi Nushev     | supercombinatie (m) | 19e       | 1.46,28 (+5,83) (1.06,78, 39,5)    |
| Georgi Nushev     | reuzenslalom (m)    | -         | - (-) (DNF, -)                     |
| Georgi Nushev     | slalom (m)          | 16e       | 1.24,14 (+5,78) (42,13, 42.01)     |
|                   |                     |           |                                    |
| Aleksandra Popova | super g (v)         | 25e       | 1.11,92 (+6,14)                    |
| Aleksandra Popova | supercombinatie (v) | 23e       | 1.52,47 (+11,65) (1.11,34, 41,13)  |
| Aleksandra Popova | reuzenslalom (v)    | 19e       | 2.01,44 (+5,31) (1.00,62, 1.00,82) |
| Aleksandra Popova | slalom (v)          | -         | - (-) (DNF, -)                     |

### Biatlon
| Olympiër                                                          | Onderdeel                 | Resultaat | Prestatie                                                                                            |
| ----------------------------------------------------------------- | ------------------------- | --------- | --- |
| Radi Pałevski                                                     | 7,5 km sprint (m)         | 34e       | 22.23,9 (+3.02,2) pen.: 3 (1+2)                                                                      |
| Radi Pałevski                                                     | 10 km achtervolging (m)   | 26e       | +4.36,5 pen.: 3 (0+1+0+2)                                                                            |
| Denislav Shehtanov                                                | 7,5 km sprint (m)         | 42e       | 22.49,1 (+3.27,4) pen.: 4 (2+2)                                                                      |
| Denislav Shehtanov                                                | 10 km achtervolging (m)   | 39e       | +7.19,7 pen.: 9 (2+2+2+3)                                                                            |
|                                                                   |                           |           | |
| Mariela Georgieva                                                 | 6 km sprint (v)           | 40e       | 21.48,0 (+4.20,3) pen.: 5 (2+3)                                                                      |
| Mariela Georgieva                                                 | 7,5 km achtervolging (v)  | 37e       | +10.29,1 pen.:5 (2+1+1+1)                                                                            |
| Daniela Kadeva                                                    | 6 km sprint (v)           | 38e       | 21.19,7 (+3.52,0) pen.: 2 (1+1)                                                                      |
| Daniela Kadeva                                                    | 7,5 km achtervolging (v)  | 42e       | +11.24,8 pen.:5 (0+1+1+3)                                                                            |
| Daniela Kadewa Mariela Georgieva Radi Palevski Denislav Szehtanov | gemengde estafette        | 15e       | 1:20.19,6 (+9.12,8) (0+2 1+6) 19.20,6 (0+0 0+0) 19.41,6 (0+1 1+3) 20.18,7 (0+1 0+1) 20.58,7(0+0 0+2) |
| Mariela Georgieva Kameliya Ilieva Radi Palevski Simeon Deyanov    | biatlon/langlaufestafette | 20e       | 1:14.00,5 (4+11) 23.47,6 (3+3 0+3) 11.59,0 25.18,5 (1+3 0+2) 12.55,4                                 |

### Langlaufen
| Olympiër                                                       | Onderdeel                 | Resultaat | Prestatie                                                            |
| -------------------------------------------------------------- | ------------------------- | --------- | -------------------------------------------------------------------- |
| Simeon Deyanov                                                 | 10 km klassiek (m)        | 19e       | 31.35,7 (+2.06,9)                                                    |
| Simeon Deyanov                                                 | sprint (m)                | 13e       | kwartfinale                                                          |
|                                                                |                           |           |                                                                      |
| Kameliya Ilieva                                                | 5 km klassiek (v)         | DNF       | -                                                                    |
| Kameliya Ilieva                                                | sprint (v)                | 36e       | kwalificatie                                                         |
|                                                                |                           |           |                                                                      |
| Mariela Georgieva Kameliya Ilieva Radi Palevski Simeon Deyanov | biatlon/langlaufestafette | 20e       | 1:14.00,5 (4+11) 23.47,6 (3+3 0+3) 11.59,0 25.18,5 (1+3 0+2) 12.55,4 |

### Rodelen
| Olympiër              | Onderdeel | Resultaat | Prestatie                          |
| --------------------- | --------- | --------- | ---------------------------------- |
| Aleksandar Poibrenski | enkel (m) | 21e       | 1.22,428 (+2,825) (41,275; 41,243) |

### Schansspringen
| Olympiër       | Onderdeel       | Resultaat | Prestatie                     |
| -------------- | --------------- | --------- | ----------------------------- |
| Dejan Funtarow | individueel (m) | 21e       | 166,5 ptn. (52,5 m en 66,0 m) |

### Snowboarden
| Olympiër        | Onderdeel      | Resultaat | Prestatie                               |
| --------------- | -------------- | --------- | --------------------------------------- |
| Georgi Michalov | slopestyle (m) | 13e       | Finale: 13e (48.25) Serie: 8e (65.00) Q |